# 瑪利歐賽車世界
《瑪利歐賽車世界》是由任天堂企劃製作本部開發，任天堂發行於任天堂Switch 2平台的竞速游戏，為瑪利歐賽車系列的第9部主要作品。遊戲於2025年6月5日作為任天堂Switch 2的首發遊戲隨Switch 2一同發售。
遊戲採開放世界元素，所有賽道位於同一世界中，允許玩家在不同賽道之間穿梭，另允許玩家在比賽之餘自由駕駛甚至拍照。遊戲亦支援最多24人遊玩，為歷代最多。

## 外部連結
- 官方网站：繁體中文（台灣）、繁體中文（香港）